# Franco Casavola
Franco Casavola (né le 13 juillet 1891 à Modugno et mort le 7 juillet 1955 à Bari) est un compositeur, chef d'orchestre, critique d'art et écrivain italien.

## Filmographie partielle
- 1936 : Sette giorni all'altro mondo , regia di Mario Mattoli
- 1936 : La damigella di Bard de Mario Mattoli
- 1938 : On a kidnappé un homme (it) (Hanno rapito un uomo) de Gennaro Righelli
- 1938 : Fuochi d'artificio de Gennaro Righelli
- 1938 : Il destino in tasca de Gennaro Righelli
- 1938 : La damigella di Bard de Mario Mattoli
- 1938 : L'ultimo scugnizzo de Gennaro Righelli
- 1939 : Fascino de Giacinto Solito
- 1939 : Il cavaliere di San Marco de Gennaro Righelli
- 1939 : Montevergine de Carlo Campogalliani
- 1939 : Terra di nessuno de Mario Baffico
- 1939 : La casa lontana de Johannes Meyer
- 1939 : Der singende Tor de Johannes Meyer
- 1940 : Il pozzo dei miracoli de Gennaro Righelli
- 1940 : Mare (it) de Mario Baffico
- 1941 : Se non son matti non li vogliamo (it) d'Esodo Pratelli
- 1942 : Carmela de Flavio Calzavara
- 1942 : La regina di Navarra de Carmine Gallone
- 1942 : A che servono questi quattrini? (it) d'Esodo Pratelli
- 1943 : Canal Grande (it) d'Andrea Di Robilant (it)
- 1943 : Dagli Appennini alle Ande (it) de Flavio Calzavara
- 1946 : Adieu ma belle Naples (it) (Addio, mia bella Napoli!) de Mario Bonnard
- 1946 : Fuga nella tempesta (it) d'Ignazio Ferronetti
- 1946 : L'Aigle noir (Aquila nera) de Riccardo Freda
- 1947 : Furia (it) de Goffredo Alessandrini
- 1948 : Les Années difficiles (Anni difficili) de Luigi Zampa
- 1949 : Le Faucon rouge (Il falco rosso) de Carlo Ludovico Bragaglia
- 1950 : La Fille de la nuit (Alina) de Giorgio Pàstina
- 1950 : Contre la loi (Contro la legge) de Flavio Calzavara
- 1952 : Amore rosso - Marianna Sirca (it) d'Aldo Vergano
- 1952 : Les Deux Gosses (it) (I due derelitti) de Flavio Calzavara
- 1953 : Jeunesse dépravée (it) (Gioventù alla sbarra) de Ferruccio Cerio